# John Flavel
John Flavel (Bromsgrove, 1620 – Exeter, 6 giugno 1691) è stato un religioso britannico, ministro di culto puritano presbiteriano.

## Biografia
John Flavel (o Flavell) nasce nel 1620 a Bromsgrove (Worcestershire, Gran Bretagna). È figlio di Richard Flavel, ecclesiastico puritano che muore di peste nel 1665 dopo essere stato incarcerato con sua moglie per essersi rifiutato di conformarsi alle direttive imposte ai predicatori dalla Chiesa d'Inghilterra. John Flavel viene educato nella fede evangelica da suo padre e poi frequenta come commoner l'University College di Oxford. Nel 1650 viene ordinato ministro di culto dal presbiterio di Salisbury ed è chiamato a curare la parrocchia di Diptford (Devon) dove il suo talento viene ben presto apprezzato. John Flavel ha pure un fratello minore, Phinehas, pure ministro di culto.
Si sposa con Joan Randall che muore di parto insieme al loro bambino nel 1655. Dopo un anno di lutto, Flavel si risposa con Elisabeth Stapell dalla quale avrà diversi figli. Sia la prima che la seconda moglie sono donne di fede con le quali Flavel stabilisce una forte comunione spirituale.
Nel 1656 Flavel accetta la chiamata a curare una comunità presbiteriana nella fiorente città portuale di Dartmouth. Benché il suo compenso sia scarso, svolge il suo ministero con diligenza e profitto tanto che attraverso la sua predicazione molti giungono alla fede. Uno dei suoi parrocchiani così scrive di Flavell: "Potrei dire molto, e non sarebbe mai abbastanza, dell'eccellenza della sua predicazione, di come tratta le questioni spirituali, della sua chiara esposizione della Bibbia, del suo metodo, delle deduzioni genuine e naturali che trae dalle Scritture, delle sue argomentazioni persuasive e del conforto e sostegno che dà a coloro che sono afflitti nella coscienza. In breve, bisognerebbe proprio avere un cuore indurito oppure una mente volatile per non rimanere colpiti dal suo ministero cristiano".
Nel 1662, accusato di non volersi conformare alle direttive in materia di religione (Atto di uniformità del 1662), gli viene proibito di predicare. Segretamente, però, continua ad occuparsi dei suoi parrocchiani in piccoli gruppi domestici. Ogni tanto predica loro all'aperto, nei boschi. Una volta si traveste da donna per recarsi a cavallo ad una riunione segreta dove predica ed amministra il battesimo. Un'altra volta, inseguito dalle autorità, si getta a cavallo nel mare, dove riesce a sfuggire all'arresto nuotando presso una scogliera per raggiungere le Slapton Sands.
Nel 1665 quando va in vigore l'Atto delle Cinque Miglia (Five Miles Act), Flavel si trasferisce a Slapton, che era ben oltre le cinque miglia dalla sua abitazione dove avrebbe potuto predicare indisturbato. Continua così il suo ministero di predicazione segreta nei boschi e raggiunge molta gente, a volte predicando fino a notte inoltrata. Una volta i soldati li sorprendono e disperdono l'assembramento. Diversi fra i fuggitivi sono arrestati e multati, ma il resto riporta Flavel nei boschi dove continua il suo sermone. Proverbiali sono i posti dove riesce a raccogliere gente e predicare, come la Salstone Rock, un'isoletta dell'estuario di Salcombe di solito sommersa dall'alta marea, In quel rifugio l'assemblea avrebbe "atteso devotamente fintanto che l'acqua non li avesse fatti tornare alle loro barche.
Nel 1672 il Re Carlo II promulga una Dichiarazione di Indulgenza, accordando ai dissidenti della chiesa di stato di svolgere liberamente il loro culto. Flavel, così, ritorna a Dartmuth, dove riceve una licenza di congregazionalista. Quando quella licenza gli viene nuovamente revocata l'anno dopo, ancora una volta Flavel è costretto a predicare solo nelle case, in luoghi isolati o in remote foreste. La sua seconda moglie muore in questo periodo e Flavel si risposa per la terza volta, con Anne Downe, figlia di un ministro. Il loro matrimonio dura 11 anni ed hanno due figli.
Dal 1670 al 1680 Flavel porta avanti il suo ministero prevalentemente scrivendo. Pubblica in questo periodo almeno nove libri. Nell'estate del 1682 è costretto a trovare rifugio a Londra, dove si unisce alla comunità di un suo amico, William Jenkyn, noto oggi per il suo commentario all'epistola di Giuda. Nel 1684 i soldati interrompono una riunione di preghiera condotta da Flavel e da Jenkyn. Flavel a malapena sfugge all'arresto. Durante il suo soggiorno a Londra muore la moglie Anne. Si sposa così con Dorothy, una vedova, figlia di George Jefferies, ministro di Kingsbridge; gli sopravviverà.
Nel 1685 Flavel ritorna a Dartmouth, dove il suo ministero è confinato in casa sua. Predica ogni domenica e in molte serate infrasettimanali a folle di persone che giungono in casa sua. In quello stesso anno una banda di malintenzionati dà alle fiamme una sua effigie, ma egli persevera, pregando per la sua amata Dartmouth: "Che ogni casa della città diventi una casa di preghiera!". Nel 1687 un nuovo editto di indulgenza di Re Giacomo II permette nuovamente a Flavel di predicare. Questa libertà viene ampliata con la salita al trono di William di Orange e con la Gloriosa Rivoluzione del 1688.
In occasione del suo ritorno al pulpito la comunità di Flavel costruisce una grande chiesa. I suoi ultimi 4 anni di predicazione pubblica hanno molto successo. L'età e la salute in declino, però, non gli permettono più l'attività che desidererebbe. Durante una campagna di predicazione ad Exeter, un grave attacco cardiaco lo porta alla morte il 6 giugno 1691. Le sue ultime parole sono: "So che per me tutto andrà bene".
Flavel si dimostra uomo umile, devoto, molto istruito, conosce molte lingue. Dal carattere contemplativo e spirituale passa molto tempo nello studio e nella preghiera e molti suoi contemporanei o attraverso i suoi scritti, gli attribuiscono la loro conversione alla fede cristiana.

## Opere
- (EN) Works of John Flavel (6 vol set), Banner of Truth Trust, ISBN 0-85151-060-4.
- (EN) The Fountain of Life Opened Up Diggory Press, ISBN 978-1-84685-798-0
- (EN) Husbandry Spiritualised (1669)
- (EN) Keeping The Heart Diggory Press ISBN 978-1-84685-707-2
- (EN) The Method of Grace in the Gospel Redemption - accessed 26 July, 2008
- (EN) Navigation Spiritualised (1671)
- (EN) The Mystery of Providence (1678)
- (EN) A Saint Indeed
- (EN) The Seamon's Companion (1676)